# 2012年ロンドンオリンピックのザンビア選手団
2012年ロンドンオリンピックのザンビア選手団（2012ねんロンドンオリンピックのザンビアせんしゅだん）は、2012年7月27日から8月12日までイギリスのロンドンで開催されたロンドンオリンピックザンビア選手団の名簿。

## 選手団
- 人員: 選手 7人
- 開会式旗手: Prince Mumba

## 種目別選手・スタッフ名簿及び成績

### 陸上競技
- ジェラルド・フィリ（男子100m）10秒11 準決勝敗退
- Prince Mumba（男子800m）1分49秒07 予選敗退
- Chauzje Choosha（女子100m）12秒29 予備予選敗退

### ボクシング
- Gilbert Choombe（男子ライトウエルター級）第1回戦敗退

### 柔道
- ボアス・ムニョンガ（男子81kg級）第2回戦敗退

### 競泳
- Zane Jordan（男子100m背泳ぎ）58秒77 予選敗退
- ジェイド・ハワード（女子100m自由形）59秒35 予選敗退